# Morteza Mehrzad
Morteza Mehrzad Selakjani (en persan : مرتضی مهرزاد سلاکجانی), né le 17 septembre 1987, est un joueur iranien de volley-ball assis. Atteint d'acromégalie, mesurant 2,46 mètres, il est le plus grand homme d'Iran, le plus grand sportif paralympique de tous les temps et le second plus grand humain en vie. 
Il fait partie de la sélection nationale de l'équipe d'Iran de volley-ball assis (en). Au sein de cette équipe, il a remporté la médaille d'or aux Jeux paralympiques d'été de 2016, ainsi qu'aux Jeux paralympiques d'été de 2020 et aux Jeux paralympiques d'été de 2024. 